# Henrik Schrat

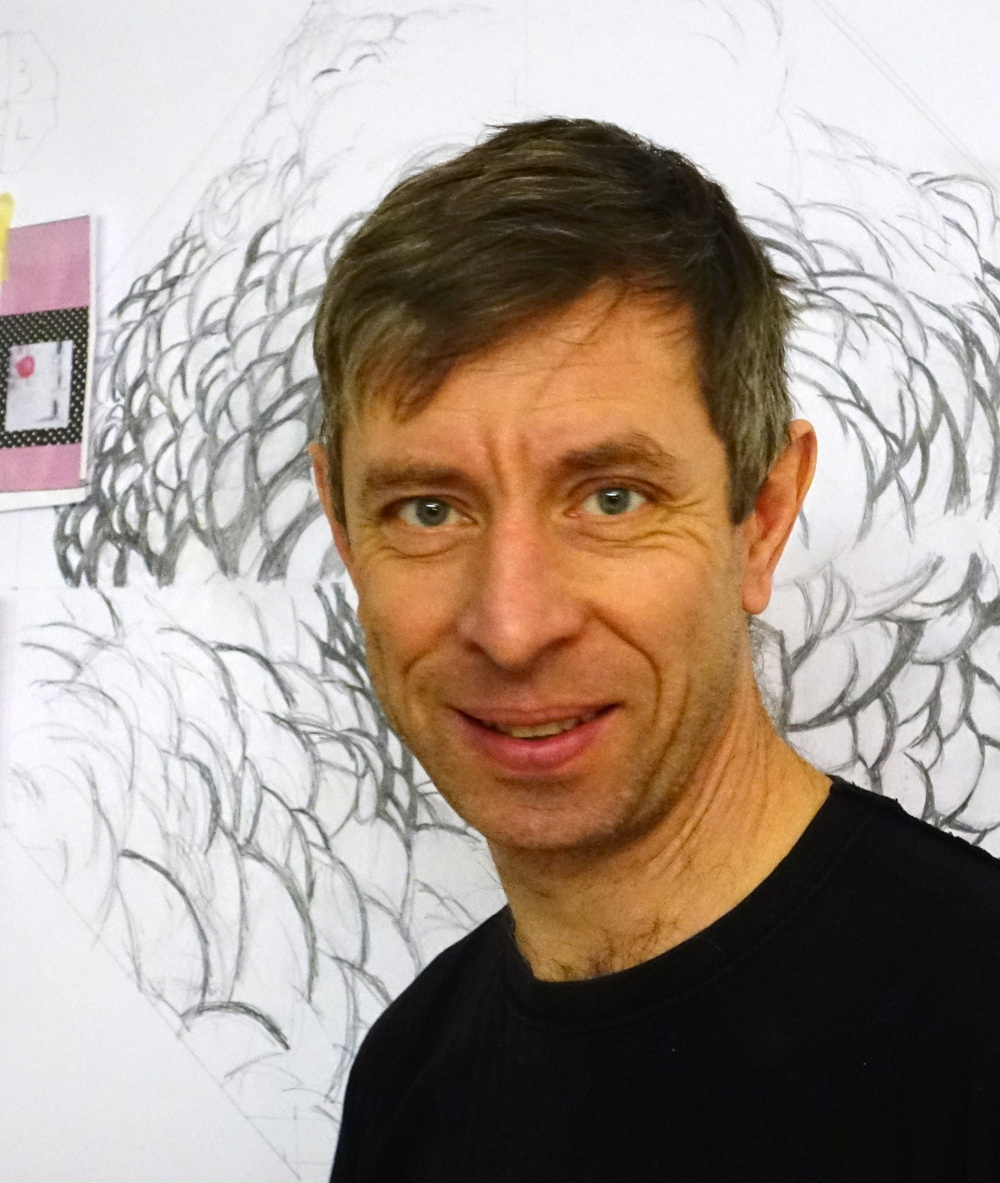
Henrik Schrat

Henrik Schrat (* 25. März 1968 in Greiz) ist ein deutscher Künstler.

## Leben
Schrat studierte die Fächer Malerei und Bühnenbild in den Jahren 1991 bis 1998 an der Hochschule für Bildende Künste Dresden. Von 2000 bis 2002 studierte er an der Slade School of Fine Art in London, der Kunsthochschule des University College London, und schloss dort mit dem Master of Arts (MA) ab. 2011 wurde er an der Business School, Abteilung Management, der University of Essex mit einer Arbeit zu den Möglichkeiten des Comics im organisatorischen Kontext (Originaltitel Comic and its potential in organizational context) promoviert. Nach verschiedenen Lehraufträgen lehrt er seit 2019 als Gastprofessor an der Hunan City University, China. Er lebt in Berlin.

## Werk
Schrat arbeitet mit verschiedenen Formen visuellen Erzählens. Seit 2019 arbeitet er an einer fünfbändigen Gesamtausgabe der Grimmschen Märchen im zeitgenössischen Kontext.
Schrat greift in seiner Arbeit auf populäre Geschichten zurück von Märchen bis zu Starship Enterprise, um sie als Metapher für zeitgenössische Fragen einzusetzen. Dabei entstehen komplexe und doppelbödige Erzählungen die gern humorvoll, auf den zweiten Blick jedoch bissig werden können. Besonderes Interesse hat Schrat ökonomischen Zusammenhängen entgegengebracht, die er als kulturelles Material begreift, das vom Künstler anverwandelt werden müsse, um sich nicht in die Rolle des Kapitalismus-Opfers zu begeben.

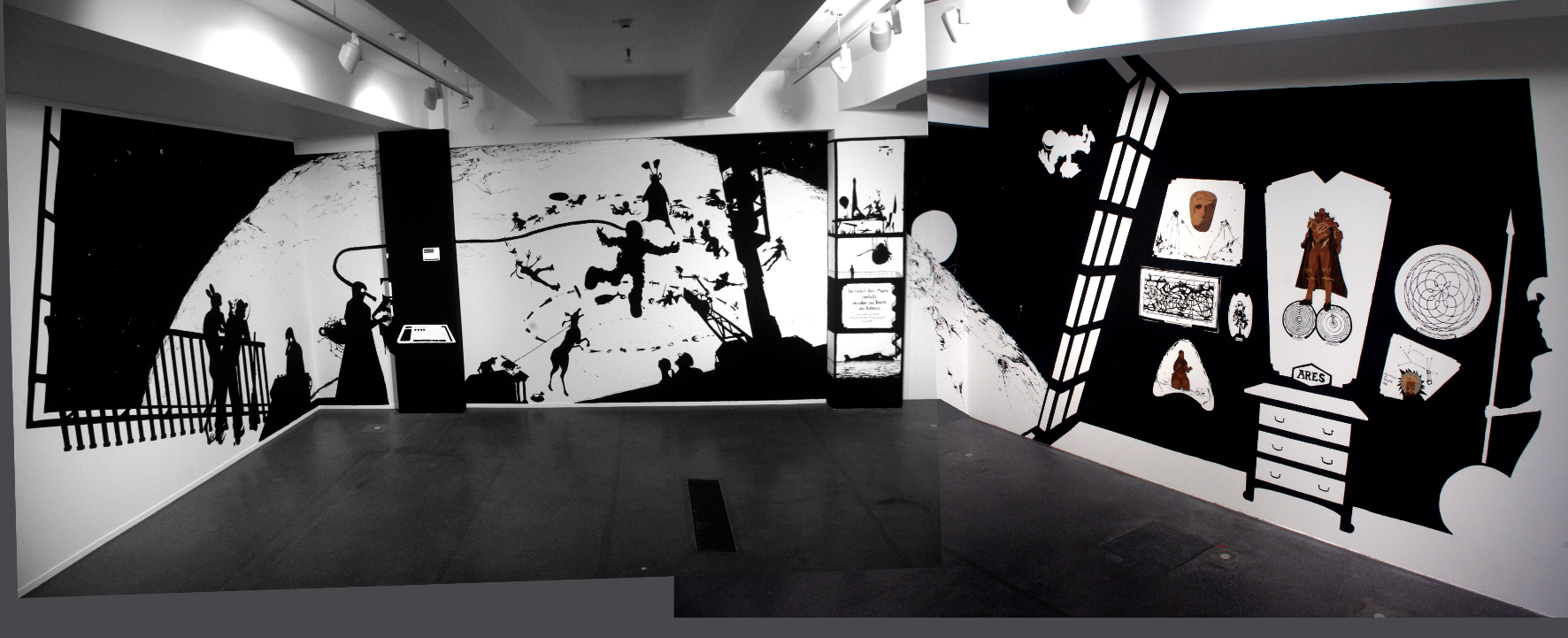
Im Orbit des Mars verlässt Wernher von Braun die Rakete 2015, Hartware MedienKunstVerein, Dortmund

Neben illustrationsnahen Formen und Graphic Novels sind großformatige Wandbilder ein Hauptbereich seines Werkes. Die Wandbilder sind durchgängig als Silhouetten ausgeführt und zitieren damit eine historisierende Form, die zeitgenössisch aufgeladen wird (z. B. Milch & Honig, Casino des Jakob Kaiser Hauses im Deutschen Bundestag, 2004; Im Orbit des Mars... in Das mechanische Corps, HMKV Dortmund, 2015).

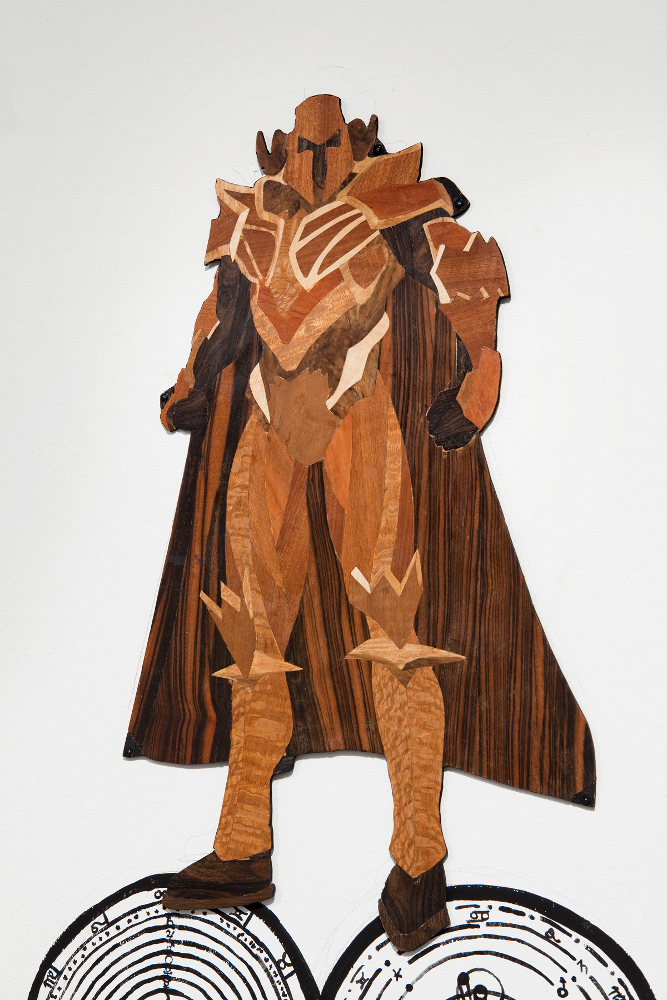
Detail: Ares / Mars, 2015, verschiedene Furniere

Einer vergleichbaren Mechanik entspringen Werkzyklen, die in traditionellen Handwerkstechniken und vorgeprägten Bildformaten ausgeführt werden und mit deren stark kultureller Konnotation arbeiten. So sind z. B. Intarsienarbeiten entstanden, deren extrem langsame und nicht reproduzierbare Herstellung Schrat als subversiv begreift. Mehrere Zyklen sind in Zusammenarbeit mit indischen Intarsienschneidern entstanden, so die 92-teilige Arbeit Outsourcing (2008), die sich im Besitz der Berlinischen Galerie befindet. Der Zyklus Orangerie bei Nacht (2016) greift erneut auf asiatische Tuschmalerei zurück, um eine Science-Fiction-Erzählung im Bildrollenformat zu entfalten.
Henrik Schrat ist Mitglied im Deutschen Künstlerbund.

## Ehrungen und Auszeichnungen
- 1997/1998: Postgraduiertenstipendium des Freistaats Sachsen.
- 1999: Stipendium der Kulturstiftung der Dresdner Bank für Frankfurt am Main.
- 2001: Marion-Ermer-Preis.
- 2002: Robert Ross Scholarship in Fine Art, London.
- 2003: Arbeitsstipendium der Stiftung Kulturfonds der neuen Bundesländer.
- 2007: UNESCO-Aschberg-Stipendium (Residency) der Sanskrit Kendra Foundation in Delhi, Indien.
- 2016: LEAD AWARD, (Hamburg) Beste deutsche Illustration 2016 (Magazin), Bronze
- 2016: BangaloREsident, Goethe-Institut / Srishti School for Art, Design & Technology, Bangalore
- 2017 Berliner Senat, Forschungsstipendium
- 2019 A1 Stipendium Stiftung Kunstfonds

## Ausstellungen
Seit 1995 Ausstellungen und Projekte im In- und Ausland.
Auswahl:
- Orangerie bei Nacht, Galerie Karin Sachs, München, 2017
- Transformation; (Wandbild) in: Boys and their Toys, Kunstraum Kreuzberg, Bethanien, Berlin, 2015
- Herz der Finsternis, verhudelt. Kunstsammlung Jena, 2014
- Die Reise nach Westen. Galerie Ute Parduhn, Düsseldorf, 2013
- Report on Probability B. IMT Gallery, London, 2012
- Raben & Rosen. Werkleitz Festival; Halle, 2011
- Messer, Gabel Enterhaken. Van der Heydt Museum, Wuppertal, 2009
- Simeliberg. Museum Junge Kunst, Frankfurt/Oder, 2009
- Meatcandy (Wandbild) in: Eat the food, Museum of Contemporary Canadian Art, Toronto, 2008
- Bräunungsabsicht und Entzugserscheinung, Forum Ludwig, Aachen, (Double Wall Projects) 2006

## Werke (Auswahl)
- 2000: Die Erscheinung der Phantasie Installation im Großen Handelssaal der Börse Frankfurt in Frankfurt am Main.
- 2002: Feeding Back, Projekt der Slade School of Fine Art, London, als Manager in Residence in Begleitung für einen Wirtschaftsmanager in der Zeit seiner Residency an der Schule.
- 2003: Milch & Honig, Wandbild im Casino des Jakob Kaiser Hauses des Deutschen Bundestages in Berlin (courtesy siebenhaar art projects).
- 2006: Der Schwarm, Installation in der GASAG, Berlin.
- 2008: Im Schwarzen Wald, Bühnenbild, Theater Baden-Baden
- 2011: Dreibarts Reise, Ausmalung der Vogtlandhalle in Greiz.
- 2011: Chiron, Wandbild/Filme/Mobiles am sog. ZEITHAUS, Volkswagen-Autostadt, Wolfsburg.
- 2014 Die Naumburger Kernfusion, Architektur- und Umwelthaus Naumburg, Projekt der Neuen Auftraggeber

## Veröffentlichungen
Bücher/Magazine
- Kultur & Gespenster Nr. 17; Ding Ding Ding; 140 Seiten Illustrationen Die Lust und die Notwendigkeit Verlag Textem, Hamburg, 2016, ISBN 978-3-941613-96-6
- Wild things are going to happen. Katalog / Graphic Novel zu Texten von Dan Graham; 140 S.; Eastside Projects, Birmingham, 2013
- Sophie Tieck: Belinde. Drei Märchen, Bilder von Henrik Schrat, herausgegeben von Renate Siebenhaar. Insel-Verlag, Berlin 2012, ISBN 978-3-458-19371-5.[3]
- Raffinierter Überleben, Strategien in Kunst und Wirtschaft, (hgg. mit Mari Brellochs) Kadmos Kulturverlag Berlin, 2005 ISBN 978-3865990099

Künstlerbuch
- Der Seherin Gesicht: Texte aus der älteren Edda. Dresden 1989.
- Rabe und Schreibpult. Dresden 1991
- Ewige Räume Schnelle Insekten. Dresden 1992
- Die Wege der Reifen sind unergründlich (mit Christine Brühl), Berlin 1998
- Die Eidechse (mit Christine Brühl) Berlin, 2000

Kataloge
- Bräunungsabsicht und Entzugserscheinung, 21. Oktober 2006 bis 30. September 2007. Ludwig Forum für Internationale Kunst, Aachen 2007, ISBN 3-929292-43-2.
- Draußen am Saum, wo die Einäugigen trauern, Ortsspezifische Arbeiten 2004 - 2012; 28.01. - 10.03.2012. ACC Galerie Weimar, Weimar 2013, ISBN 978-3-9812780-1-9.
- Orangerie bei Nacht. 2017, 90 Seiten, Hardcover; Galerie der Stadt Backnang.